# سعید جان‌فدا
سعید جان‌فدا (زاده ۲۱ مارس ۱۹۶۴) یک بازیکن فوتبال اهل ایران است. او از بازیکنان تیم ملی فوتبال ایران در دهه شصت بود که هنگام حضور این تیم در اردوی آلمان شرقی، از سفارت هلند درخواست پناهندگی کرد و در آنجا ماند.